# Sudeste de Roraima
Sudeste de Roraima è una microregione dello Stato del Roraima in Brasile appartenente alla mesoregione di Sul de Roraima.

## Comuni
Comprende 4 comuni:
- Caroebe
- Rorainópolis
- São João da Baliza
- São Luiz